# Axiocerylon watrousi
Axiocerylon watrousi is een keversoort uit de familie dwerghoutkevers (Cerylonidae). De wetenschappelijke naam van de soort werd in 1990 gepubliceerd door Stanislaw Adam Ślipiński, Wheeler & McHugh.